# Großer Hemminger Teich
Der Große Hemminger Teich (auch Hemminger Teich genannt) ist ein Baggersee im südlichen Stadtgebiet von Hannover, Niedersachsen.
Er gehört zur Gruppe der Ricklinger Kiesteiche im Überschwemmungsgebiet der Leine. Der Große Hemminger Teich schließt sich südlich an den Großen Ricklinger Teich an und liegt zwischen dem kleineren See Strandbad Hemmingen im Westen und dem Großen Döhrener Teich im Osten. Durch den Großen Hemminger Teich fließt der Seniebach, der den See mit dem Großen Ricklinger Teich verbindet.
Der See wird vom Fischereiverein Hannover als Angelgewässer genutzt. 2009 wurden aus dem See Aal, Barsch, Hecht, Karpfen, Regenbogenforelle, Rotauge, Schleie, Wels und Zander gemeldet.